# Walter Hesse (Sänger)

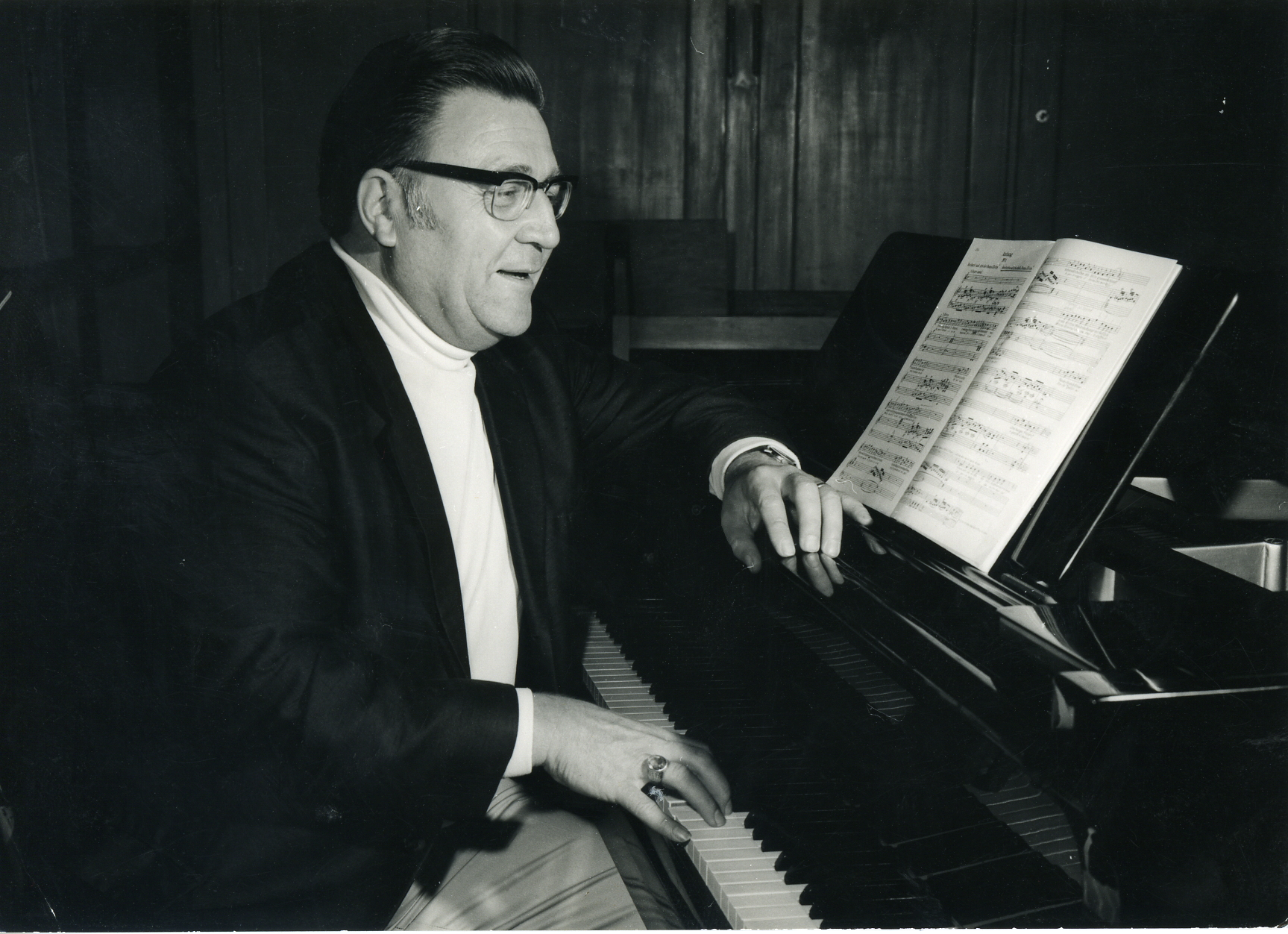
Walter Hesse studiert eine neue Rolle ein.

Walter Hesse (* 7. Januar 1921 in Döllensradung; † 26. April 1997 in Zürich) war ein Opernsänger (Tenor).

## Laufbahn
Walter Hesse bildete sich weitgehend autodidaktisch zum Sänger aus. Er begann seine Laufbahn 1949/50 als Bassbariton am Landestheater Innsbruck als Bassbariton, seine Stimme änderte sich aber bald darauf. Nach kurzem Zusatzstudium wechselte er ins Tenorfach.
Hesses baritonal gefärbte, gleichwohl höhensichere Stimme vermochte in unterschiedlichsten Partien zu überzeugen. An sich und an der Gesellschaft leidende, labile und zerrissene Charaktere lagen ihm besonders.
Weitere frühe Stationen seiner Laufbahn:
- 1950–55 Staatstheater am Gärtnerplatz München
- 1955–57 Städtische Bühnen Münster
- 1957–63 Stadttheater Zürich
- 1963/64 ständiger Gast am Stadttheater Bern
- 1965–67 Regisseur und Sänger am Städtebundtheater Hof

Nach einem schweren Unfall arbeitete Walter Hesse als Dreher in einer Zürcher Gummi-Fabrik, ehe er 1969–1985 wieder ein Engagement am Opernhaus Zürich (früher Stadttheater) fand – jetzt vorwiegend als Charaktertenor.
Walter Hesse heiratete in jungen Jahren Margarete Hesse, mit der er zwei Kinder hatte. Nach sieben Jahren trennte sich das Paar.

## Rollen
Zürcher Erfolge als:
- Florestan in Beethovens Fidelio
- Don José in Bizets Carmen
- Edgardo in Donizettis Lucia di Lammermoor
- Hoffmann in Offenbachs Les Contes d’Hoffmann
- Rodolfo in Puccinis La Bohème
- Cavaradossi in Puccinis Tosca
- die Titelpartie in Heinrich Sutermeisters Raskolnikow
- die Verdi-Rollen Don Carlo in Don Carlo, Alvaro in La forza del destino und Manrico in Il Trovatore
- Erik in Richard Wagners Der fliegende Holländer
- Max in Webers Der Freischütz

Ab 1969 konnte Walter Hesse unter Beweis stellen, dass ihm auch ein komisches Talent eigen war:
- als Onkel Gustav in Paul Burkhards Das Feuerwerk
- Knusperhexe in Humperdincks Hänsel und Gretel
- Oberst Ollendorf in Millöckers Der Bettelstudent
- Nasoni in Millöckers Gasparone
- Frick beziehungsweise Domino in Offenbachs La Vie Parisienne und Les Brigands
- Don Eugenio de Zuniga in Hugo Wolfs Der Corregidor

In der Uraufführung von Rudolf Kelterborns Ein Engel kommt nach Babylon 1977 sang er den Urgeneral (Regie: Götz Friedrich, musikalische Leitung: Ferdinand Leitner).
Am Stadttheater Bern gastierte er
- 1963/64 etwa als Don José
- Canio in Ruggero Leoncavallos I pagliacci und
- Judge Danforth in der Schweizer Erstaufführung von Robert Wards The Crucible (Regie: Walter Oberer, musikalische Leitung: Max Sturzenegger).

Weitere Gastverpflichtungen unter anderem am Stadttheater St. Gallen (1962/63 Prinz in Dvořáks Rusalka und Manrico) sowie in Bremen, Düsseldorf, Duisburg, Essen, Köln, am Landestheater Salzburg und in Wien.